# Prazeres de Aljubarrota
A Freguesia de Prazeres de Aljubarrota foi uma freguesia portuguesa do Município de Alcobaça, que tinha 27,04 km² de área e 4 235 habitantes (2011), e, por isso, uma densidade populacional de 156,6 hab/km².

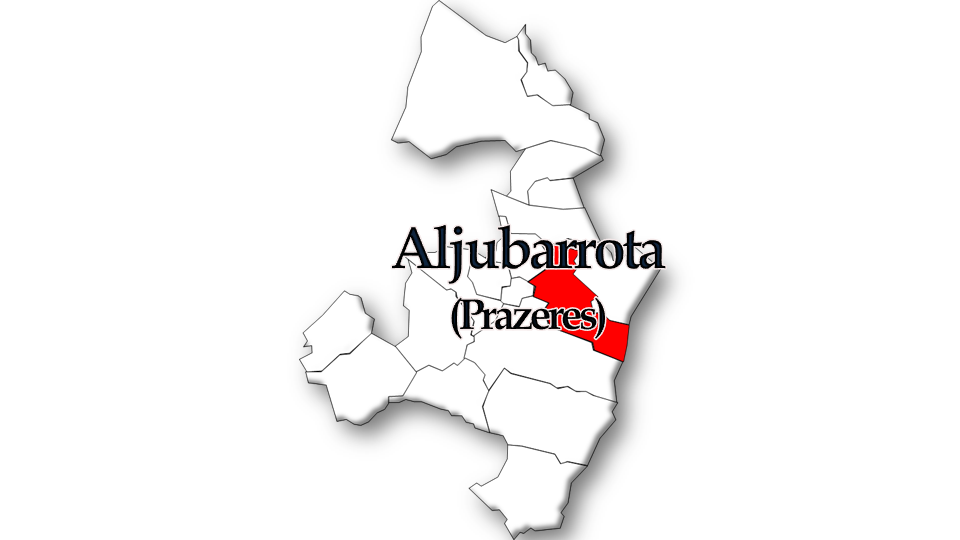
Localização no município de Alcobaça

A Freguesia de Prazeres de Aljubarrota foi extinta em 2013, no âmbito de uma reforma administrativa nacional, tendo sido agregada à Freguesia de São Vicente de Aljubarrota para formar uma nova freguesia denominada Aljubarrota.

## População

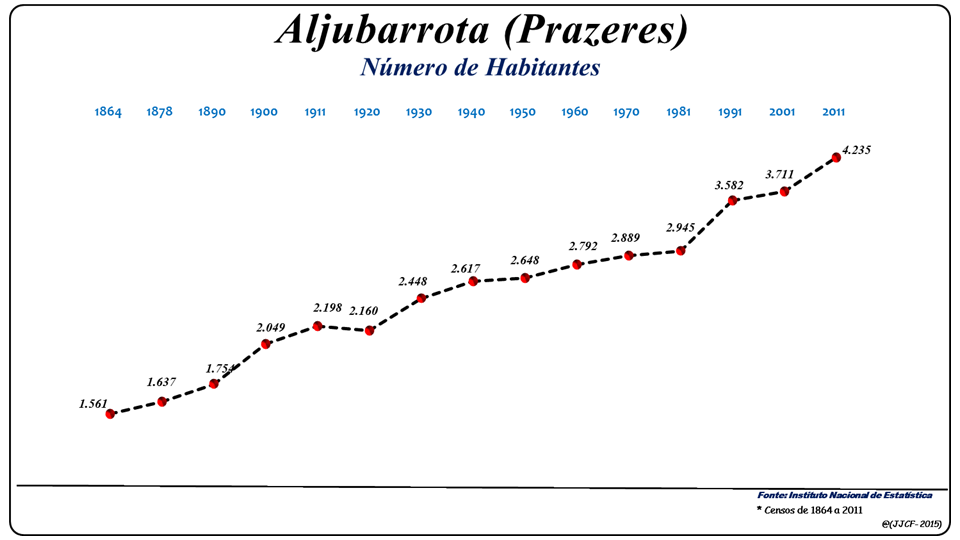
Evolução da População (1864 / 2011)

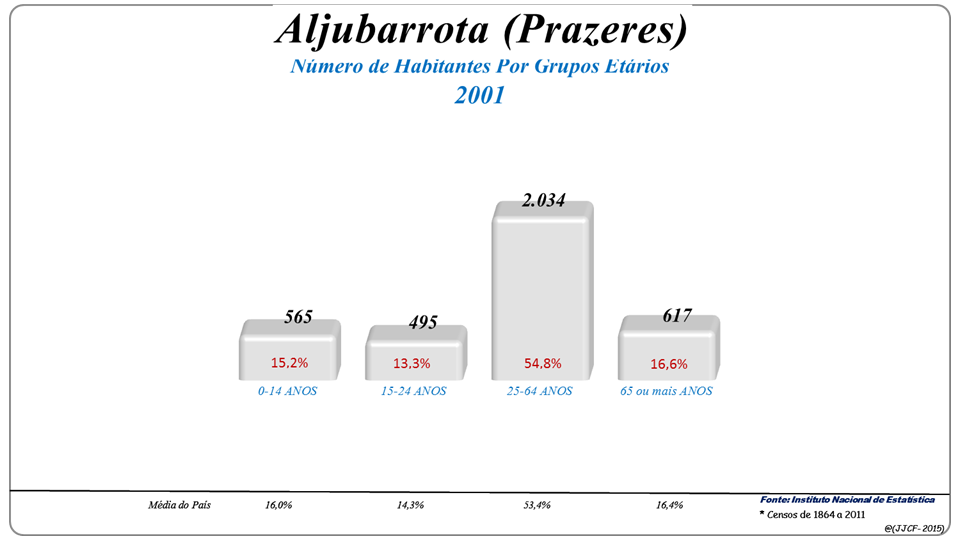
Grupos Etários (2001 e 2011)

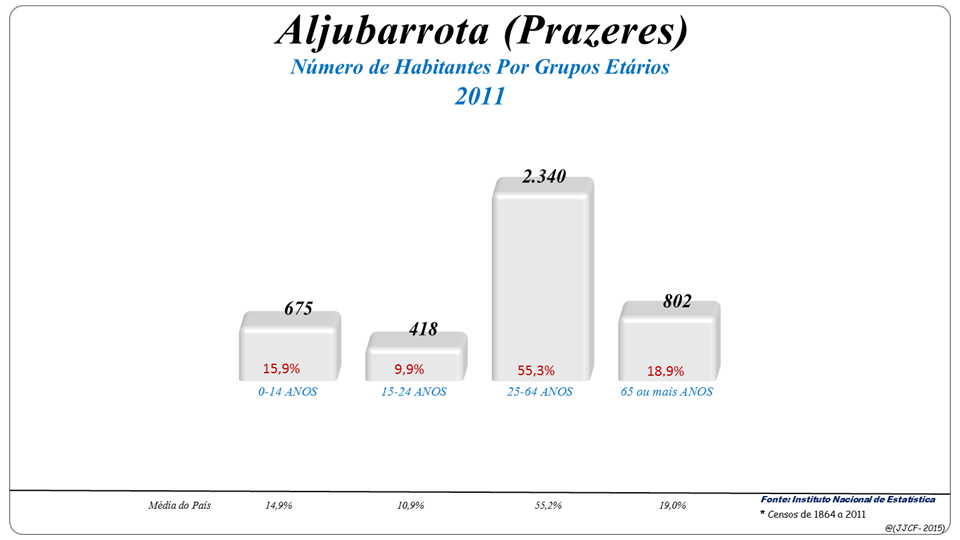
Grupos Etários (2001 e 2011)

| População da Freguesia de Aljubarrota (Prazeres) | População da Freguesia de Aljubarrota (Prazeres) | População da Freguesia de Aljubarrota (Prazeres) | População da Freguesia de Aljubarrota (Prazeres) | População da Freguesia de Aljubarrota (Prazeres) | População da Freguesia de Aljubarrota (Prazeres) | População da Freguesia de Aljubarrota (Prazeres) | População da Freguesia de Aljubarrota (Prazeres) | População da Freguesia de Aljubarrota (Prazeres) | População da Freguesia de Aljubarrota (Prazeres) | População da Freguesia de Aljubarrota (Prazeres) | População da Freguesia de Aljubarrota (Prazeres) | População da Freguesia de Aljubarrota (Prazeres) | População da Freguesia de Aljubarrota (Prazeres) | População da Freguesia de Aljubarrota (Prazeres) |
| ------------------------------------------------ | ------------------------------------------------ | ------------------------------------------------ | ------------------------------------------------ | ------------------------------------------------ | ------------------------------------------------ | ------------------------------------------------ | ------------------------------------------------ | ------------------------------------------------ | ------------------------------------------------ | ------------------------------------------------ | ------------------------------------------------ | ------------------------------------------------ | ------------------------------------------------ | ------------------------------------------------ |
| 1864                                             | 1878                                             | 1890                                             | 1900                                             | 1911                                             | 1920                                             | 1930                                             | 1940                                             | 1950                                             | 1960                                             | 1970                                             | 1981                                             | 1991                                             | 2001                                             | 2011                                             |
| 1 561                                            | 1 637                                            | 1 754                                            | 2 049                                            | 2 198                                            | 2 160                                            | 2 448                                            | 2 617                                            | 2 648                                            | 2 792                                            | 2 889                                            | 2 945                                            | 3 582                                            | 3 711                                            | 4 235                                            |

## Lugares
A freguesia incluía ainda os seguintes lugares:
- Boavista
- Cadavosa
- Carrascal
- Carvalhal de Aljubarrota
- Casal de Além
- Casal da Eva
- Casal do Rei
- Covões
- Chiqueda, ou "Chequeda" ou "Chaqueda"
- Fonte do Ouro
- Ganilhos
- Lagoa do Cão
- Lameira
- Longras
- Moleanos, ou "Molianos" (partilhada com a freguesia de Évora de Alcobaça)
- Ponte Jardim
- Quinta Nova
- Riba Fria